# Salvagnac
 Salvagnac  es una población y comuna francesa, ubicada en la región de Mediodía-Pirineos, departamento de Tarn, en el distrito de Albi y cantón de Salvagnac.

## Demografía
| 1049 | 1016 | 863 | 817 | 826 | 927 |
| Para los censos de 1962 a 1999 la población legal corresponde a la población sin duplicidades (Fuente: INSEE [Consultar]) |      |     |     |     |     |